# Barney Ewell
Harold Norwood „Barney“ Ewell (* 25. Februar 1918 in Harrisburg, Pennsylvania; † 4. April 1996 in Lancaster, Pennsylvania) war ein US-amerikanischer Leichtathlet und Olympiasieger.
Mitte der 1930er Jahre, als Student der Pennsylvania State University, bis Anfang der 1940er Jahre war Ewell der stärkste Läufer und ein hervorragender Weitspringer der USA. Er gewann zwölf Goldmedaillen über 100 und 200 Meter bei nationalen Meisterschaften und elf Goldmedaillen bei nationalen AAU-Meisterschaften zwischen 1939 und 1948. Im Weitsprung erreichte er bereits 1942 eine Weite von 7,42 m. 1941 bis 1945 diente er beim Militär und nach seiner Rückkehr beendete er zuerst sein Studium. 1948 überraschte er die Öffentlichkeit damit, dass er an den kommenden Olympischen Spielen teilnehmen wollte. Bei den nationalen AAU-Meisterschaften, die gleichzeitig die Qualifikationsspiele für die Olympiamannschaft waren, stellte er den Weltrekord über 10,2 s über 100 Meter ein.
Bei den XIV. Olympischen Spielen 1948 in London gewann er die Silbermedaille im 100-Meter-Lauf hinter dem US-Amerikaner Harrison Dillard (Gold) und vor dem Panamaer Lloyd LaBeach (Bronze) sowie die Silbermedaille im 200-Meter-Lauf, hinter dem US-Amerikaner Mel Patton (Gold) und vor dem Panamaer Lloyd LaBeach (Bronze). Im 4-mal-100-Meter-Staffellauf gewann er die Mannschaftsgoldmedaille zusammen mit seinen Teamkollegen Lorenzo Wright, Harrison Dillard und Mel Patton, vor den Teams aus Großbritannien (Silber) und aus Italien (Bronze).